# 高速中性子
高速中性子(こうそくちゅうせいし、Fast Neutron)とは、エネルギー値の高い中性子を指す。厳密な定義は無いがエネルギー値が0.1 - 1.0MeV（メガ電子ボルト)よりも大きいものを指すことが一般的である。
中性子の速度は、そのエネルギー値から求める事が出来る。
- 1eVの中性子速度 = 1.4 × 104 m/s

故に、1MeVの高速中性子の速度は、1.4 × 107 m/s(毎秒1.4万km)である。